# Stonařov
Stonařov (en allemand : Stannern) est un bourg (městys) du district de Jihlava, dans la région de Vysočina, en République tchèque. Sa population s'élevait à 1 104 habitants en 2024. 

## Géographie
Stonařov se trouve à 8 km à l'est de Třešť, à 13 km au sud de Jihlava et à 121 km au sud-est de Prague.
La commune est limitée par Čížov au nord, par Brtnice à l'est, par Dlouhá Brtnice au sud, et par Otín et Suchá à l'ouest.

## Histoire
Le village fut fondé à la fin du XIIe siècle. Les premiers documents écrits mentionnent Stonařov en 1347. Vingt ans plus tard, on lui attribuait les privilèges d'un canton. En 1530, les propriétaires du village le vendent à Jihlava. La population allemande a été expulsée après la Seconde Guerre mondiale à la suite des décrets Benes. Stonařov a le statut de městys depuis le 10 octobre 2006.

## Administration
La commune se compose de deux sections :
- Sokolíčko
- Stonařov

## Transports
Par la route, Stonařov se trouve à 8 km de Třešť, à 13 km de Jihlava et à 145 km de Prague.

## Personnalité
- Arthur Seyss-Inquart (1892-1946), homme politique autrichien, haut responsable nazi